# Hoplocerambyx brevispinis
Hoplocerambyx brevispinis är en skalbaggsart som beskrevs av J. Linsley Gressitt 1951. Hoplocerambyx brevispinis ingår i släktet Hoplocerambyx och familjen långhorningar. Inga underarter finns listade i Catalogue of Life.